# Allogamus mortoni
Allogamus mortoni är en nattsländeart som först beskrevs av Luisa Eugenia Navas 1907.  Allogamus mortoni ingår i släktet Allogamus och familjen husmasknattsländor. Inga underarter finns listade i Catalogue of Life.